# Осыковый Копец
Осыковый Копец (укр. Осиковий Копець) — село на Украине, находится в Коростышевском районе Житомирской области.
Население по переписи 2001 года составляет 233 человека. Почтовый индекс — 12535. Телефонный код — 4130. Занимает площадь 0,701 км².

## Адрес местного совета
12535, Житомирская область, Коростышевский р-н, с.Шахворостовка